# Phyllocnistis triortha
Phyllocnistis triortha är en fjärilsart som beskrevs av Edward Meyrick 1906. Phyllocnistis triortha ingår i släktet Phyllocnistis och familjen styltmalar. Inga underarter finns listade i Catalogue of Life.